# Hovhannesz Zanazanján
Hovhannesz Zanazanján, örményül: Հովհաննես Զանազանյան (Athén, Görögország, 1946. december 10. – Jereván, 2015. október 4.) olimpiai bronzérmes szovjet válogatott örmény labdarúgó, középpályás, edző.

## Pályafutása

### Klubcsapatban
A Szpartak Jereván korosztályos csapatában kezdte a labdarúgást. 1965-ben a Lernagorc, 1966-ban a Sirak labdarúgója volt. 1966 és 1975 között az Ararat Jereván csapatában szerepelt. Csapatkapitánya volt az 1973-as idényben szovjet bajnok együttesnek. 1976-ban a Szpartak Moszkva játékosa volt. 1976–77-ben a FIMA Jerevan, 1978–79-ben a Karabah Sztyapanakert labdarúgója volt.

### A válogatottban
1972-ben hat alkalommal szerepelt a szovjet válogatottban és egy gólt szerzett. Tagja volt az 1972-es müncheni olimpián bronzérmes együttesnek.

### Edzőként
1976–77-ben a FIMA Jerevan, 1978–79-ben a Karabah Sztyapanakert játékos-edzője volt. 1992–93-ban a libanoni Homenetmen Bejrut szakmai munkáját irányította. 1994–95-ben az örmény U21-es válogatott szövetségi kapitányaként tevékenykedett. 2001–02-ben a Szpartak Jereván, 2003 és 2005 között a Bananc vezetőedzője volt.

## Sikerei, díjai
Szovjetunió
- Olimpiai játékok
  - bronzérmes: 1972, München

 Ararat Jereván
- Szovjet bajnokság
  - bajnok: 1973
- Szovjet kupa
  - győztes (2): 1973, 1975